# Blind Pigs
Blind Pigs (de 2006 a 2008 conhecida como Porcos Cegos) foi uma banda de punk rock formada em 1993, em Alphaville, bairro da cidade de Barueri, SP com influências de bandas como Forgotten Rebels, Asta Kask e Stiff Little Fingers. A banda lançou 4 álbuns (incluindo um ao vivo) e um EP entre 1997 e 2004, ainda sob o nome de Blind Pigs, todos produzidos independentemente pela gravadora DIY própria, Sweet Fury Records. Em 2005 foi anunciado no site oficial e em webzines que fariam uma pausa indeterminada, segundo os próprios, por motivos pessoais. No início de 2006 a banda retornou em uma nova postura lançando o disco Heróis ou Rebeldes, com o nome traduzido e músicas somente em português. A banda acabou em 2008, mas voltou a ativa em 2011 com o nome original, para lançar um novo single que foi uma prévia do disco "Demos", uma coletânea com raridades lançada no ano seguinte. Em 2013 voltam a ativa novamente em comemoração do aniversário de 20 anos da banda, anunciando um novo disco de inéditas e uma nova tour.

## História

### Começo (1992 - 1994)
No final de 1992, os amigos de infância Gordo, Laranja e Henrike têm a ideia de montar uma banda de punk rock, influenciados pelas bandas que ouviam na época. Gordo já sabia tocar guitarra, Laranja iria aprender a tocar bateria e Henrike baixo. Nenhum dos dois aprenderam, Henrike assumiu os vocais e Laranja deixou a banda (atualmente atua como fotógrafo oficial).
Inicialmente a banda ensaia aos domingos na cozinha de uma casa em Barueri onde moravam os integrantes da banda Hard Life.
Em novembro daquele ano, gravam a primeira demo, ao vivo, no quintal de uma casa barueriense. Algumas músicas desse registro, intitulado Blind Pigs, podem ser ouvidas como faixas escondidas nos seus dois primeiros CDs. Em 94 descobrem que em São Paulo há uma cena, conhecem outras bandas e fazem seus primeiros shows na capital paulista. Gravam a segunda demo em dezembro do mesmo ano, chamada Sweet Fury. A partir daí, novas portas se abririam para os porcos cegos.

### Contrato com Paradoxx e São Paulo Chaos (1995 - 1997)
Jay Ziskrout, primeiro baterista do Bad Religion, está de passagem pelo país em busca de "talentos do rock latino" para sua nova gravadora. Seria ele um vanguardista ou um retardado? Não importa. Jay volta pra NY com caixas e caixas de fitas demo e CDs. Entre elas a doce fúria do Blind Pigs.
Seis meses depois, Mr. Zisktrout liga para Henrike e diz que gostou muito da demo - "Vocês não têm mais nada gravado?". "Não, mas daqui a um mês a gente vai ter". Desse telefonema surge a fita Lost Cause, a ideia era gravar umas músicas só pra mandar pro gringo, mas o resultado fica tão bom que vira outra demo.
Além de ser dono da gravadora Grita, Jay trabalhava na Epitaph Europe, e era o responsável pelo licenciamento dos discos da major indie na Iberoamérica. No Brasil, quem distribuía a Epitaph era a Paradoxx. Ninguém sabe como ou porquê, mas a Paradoxx aceitou a sugestão de Jay e assinou contrato com os porcos. Nasce então o São Paulo Chaos, primeiro álbum da banda (produzido também por Mingau, ex guitarrista do Ratos de Porão). Juntando as prensagens de Paradoxx, Grita (EUA e Europa), Alpha Music (Japão) e Sweet Fury Records (que relança o disco em 2000), o São Paulo Chaos vendeu cerca de 10 mil cópias. Logo após seu lançamento, em julho de 97, a banda entra numa van e faz seus primeiros shows fora do estado. A Brazil Chaos Tour percorre 18 cidades do sul, sudeste e centro-oeste do país.

### O Fim
Em 2016 após a morte de Fabiano e a saída de Gordo, os integrantes decidem que a banda deve acabar para iniciarem um novo projeto com outro nome e sonoridade. A Banda Armada, lançou seu debut em 2017.

## Integrantes

### Última formação
- Henrike - voz (1993-2016)
- Gordo - guitarra e voz (1993-2016)
- Mauro - guitarra e segunda voz (1993-1997, 2015-2016), baixo (1998-2007)
- Galindo - baixo (2008-2016)
- Arnaldo - bateria (1996-1997, 2000, 2006, 2013-2016)

### Ex-integrantes
(Não tinham baixista nem baterista fixo até 1994)
- Ricardo - bateria (1994-1996)
- Luciano Garcia - guitarra (1997-1998)
- Fralda (Christian Wilson) - baixo - (1994-1998)
- Pablo - guitarra - (1998-2002)
- Kleber - bateria (2001-2005)
- Buda - bateria (2006-2008)
- Fabiano - guitarra e segunda voz (2002 - falecido em 2015)

## Álbuns de estúdio
- "São Paulo Chaos" — 1997 (CD/10''LP) Grita! Records (EUA), Alfa Music (Japão) e Paradoxx Music (Brasil), 2001 Sweet Fury Records, 2013 HBB Records
- "The Punks Are Alright" — 2000 (CD/10''LP) Sweet Fury Records, 2003 Amanecer Records (Peru), 2013 HBB Records
- "Blind Pigs" — 2002 (CD/10''LP) Sweet Fury Records, 2013 HBB Records
- "Porcos Cegos - Heróis ou Rebeldes" — 2006 (CD/10''LP) Sweet Fury Records, 2013 HBB Records
- "Capitânia" — 2013 (CD/10''LP/10''Picture disc) Sweet Fury Records/Zona Punk Records (Brasil), Pirates Press Records (EUA)
- "Lights Out" — 2021 (CD/10"LP) HBB Records, Neves Records (Brasil), Detona Records (Brasil)

## Singles, demos e ep's
- "Blind Pigs" — 1993 (Demo tape)
- "Sweet Fury" — 1994 (Demo tape)
- "Lost Cause" — 1995 (Demo tape)
- "Porcos Cegos" — 2004 (CDEP) Sweet Fury Records[1]
- "Tiros no Escuro / Swinging Bombs (The Sellouts)" — 2011 (7''EP) Sweet Fury Records
- "Sentinela dos Mares / União" — 2013 (7''EP) Pirates Press Records
- "Karaoke Kaos" (Algumas faixas do "São Paulo Chaos" sem os vocais) — Record Store Day, 2015 (7''EP) HBB Records
- "Linha de Frente" — 2015 (CD/10''LP) HBB Records (Brasil), Pirates Press Records (EUA)
- "Not Dead Yet" 2021 — HBB Records

## Álbuns ao vivo
- "Suor, Cerveja e Sangue" — (CD) 2004 Sweet Fury Records/Zona Punk Records [2]

## Compilações
- "Süsse Wut" — 2002 (LP) Höhnie Records e Dirty Faces (Alemanha)
- "Demos" — 2012 (CD) Zona Punk Records

## Videografia
- Participação no documentário The Punks Are Alright: A Punk Safari From The First World To The Third. Bandas: Blind Pigs, Forgotten Rebels, Superman is Dead.[3][4]

### Videoclipes
- Steroid Addict, 2000
- Conformismo e Resistência, 2000
- Amanhã Não Vai Mudar, 2002
- O Idiota, 2003
- Legião de Inconformados, 2004
- Heróis ou Rebeldes, 2008
- União, 2013
- Cinco Cadeados, 2013
- Sentinela dos Mares, 2013
- Antro de Trastes, 2014
- Linha de Frente, 2015

## Curiosidades
- Tiveram seu primeiro álbum, São Paulo Chaos produzido por Jay Ziskrout, ex-baterista do Bad Religion e dono da Grita! Records.
- Abriram shows para bandas como Dead Kennedys, U.S. Bombs, NOFX e Evil Conduct no Brasil.
- Pablo, guitarrista da banda durante o disco Blind Pigs (2002), hoje é roadie da banda CPM22 e guitarrista da banda Medellin.
- Luciano, ex guitarrista da banda, e posteriormente integrou o CPM22.
- Fralda (Christian Wilson), ex baixista do grupo, integrou também o Ratos de Porão, gravando o álbum Onisciente Coletivo.

### Prêmios recebidos
- Melhor lançamento: Blind Pigs (CD, 2002). Punk International, 2002[5]
- Melhor banda punk. Punknet Awards, 2004